# 新戈爾戈納
新戈爾戈納（西班牙語：Nueva Gorgona），是巴拿馬的城鎮，位於該國中東部，由西巴拿馬省的查梅區負責管轄，面積19.9平方公里，海拔高度0米，2010年人口4,075，人口密度每平方公里204.8人。